# Đổng Phương Trác
Đổng Phương Trác hay Dong Fangzhuo (chữ Hán: 董芳卓, tên thật: 董方卓, bính âm: Dǒng Fāngzhuō) (sinh 23 tháng 1 năm 1985 tại Đại Liên, Liêu Ninh) là một cựu cầu thủ bóng đá chuyên nghiệp người Trung Quốc chơi ở vị trí tiền đạo. Anh là cầu thủ Đông Á đầu tiên ký hợp đồng với Manchester United.

## Sự nghiệp cầu thủ

### Bắt đầu sự nghiệp
Đổng Phương Trác nổi lên vào năm 2000 khi anh được mệnh danh là cầu thủ xuất sắc nhất trong một giải đấu U-17. Sau đó anh ký hợp đồng với Đại Liên Trại Đức Long và giúp đội bóng giành ngôi Á quân ở giải bóng đá hạng nhất Trung Quốc vào năm 2002. Điều này sau đó đã khiến anh chuyển sang thi đấu cho Đại Liên Thực Đức, câu lạc bộ thành công nhất tại Trung Quốc. Anh ghi bàn thắng đầu tiên cho Đại Liên trong trận đấu thứ hai của vòng loại AFC Champions League 2002-03.

### Manchester United
Đổng Phương Trác rời Đại Liên Thực Đức để đến Manchester United vào tháng 1 năm 2004 với mức phí ban đầu là 500.000 bảng, có thể tăng tới 3,5 triệu bảng, tùy thuộc vào phong độ. Vì vậy anh đã trở thành cầu thủ Đông Á đầu tiên ký hợp đồng với Manchester United.
Sau khi ký hợp đồng với Manchester United, anh không thể thi đấu cho đội hình chính ngay lập tức vì anh không đủ điều kiện cấp giấy phép làm việc. Do những vấn đề pháp lý, Đổng Phương Trác đã được cho đội bóng hạng Nhất Bỉ Royal Antwerp mượn để tích lũy kinh nghiệm. Đó là nơi mà luật lao động ít nghiêm ngặt hơn. Trong mùa giải đầu tiên, anh đã ghi một bàn thắng trong chín lần ra sân khi anh bắt đầu làm quen với môi trường mới của mình. Mùa thứ hai của anh bắt đầu hứa hẹn nhiều hơn, trong bảy trận đầu tiên của mùa giải, anh là một cầu thủ trên băng ghế dự bị. Tuy nhiên, do gián đoạn bởi chấn thương và nghĩa vụ quốc tế, phong độ của anh đã giảm đi trong nửa sau của mùa giải, anh đã kết thúc mùa giải với bảy bàn thắng trong 22 lần ra sân trên mọi đấu trường. Vào đầu mùa giải 2005-06, anh được gọi vào đội bóng Manchester United trong chuyến du đấu trước mùa giải của đội bóng này và ra mắt không chính thức cho câu lạc bộ trong trận giao hữu với Hồng Kông, ghi bàn trong chiến thắng 2-0.
Trong mùa giải 2005-06, Đổng Phương Trác gây ấn tượng cho Royal Antwerp. Anh là cây săn bàn hàng đầu cho đội bóng của anh tại giải hạng Nhì Bỉ với 18 bàn thắng, trong đó có hai hat-trick. Năm 2006, anh lại gia nhập Manchester United trong một tour du đấu trước mùa giải và ghi bàn thắng trong chiến thắng 1-0 trước Kaizer Chiefs. Huấn luyện viên Alex Ferguson nhận xét rằng Đổng Phương Trác có "tốc độ và thể lực" để chơi cho United và hy vọng rằng anh ấy sẽ có đủ điều kiện để chơi cho câu lạc bộ vào tháng 12 năm 2006. Được biết, Đổng Phương Trác có thể có được quốc tịch Bỉ. Tuy nhiên, lựa chọn này rất có thể Đổng Phương Trác mất quốc tịch Trung Quốc của mình và không bao giờ được xem xét. Vào 15 Tháng 12 năm 2006, sau gần ba năm ký kết ban đầu của mình, Đổng Phương Trác cuối cùng đã có giấy phép làm việc để thi đấu ở Anh, sau khi ra sân cho đội tuyển quốc gia Trung Quốc hai năm trước đó. Anh khẳng định, anh đã bắt đầu mùa giải tại Royal Antwerp với 11 bàn thắng trong 15 lần ra sân, ký vào một hợp đồng mới đến năm 2010, và được trọng dụng trong đội hình của Manchester United vào ngày 17 tháng 1 năm 2007.
Đổng Phương Trác ra mắt tại sân Old Trafford trong một trận đấu từ thiện với đội châu Âu XI vào ngày 13 Tháng 3 năm 2007, khi vào sân thay thế cho Alan Smith ở phút thứ 72 của chiến thắng 4-3. Anh là một người thường xuyên ngồi dự bị cho Manchester United, và vào 9 tháng 5 năm 2007, Đổng Phương Trác có trận ra mắt Premier League, cùng Ole Gunnar Solskjær đá tiền đạo để gặp Chelsea.Vào 12 tháng 12 năm 2007, Đổng Phương Trác đã xuất hiện lần đầu tiên tại UEFA Champions League của mình từ ghế dự bị gặp Roma trong trận đấu cuối cùng của mùa giải 2007-08, thay thế tiền đạo Wayne Rooney. Với sự xuất hiện đó, Đổng Phương Trác trở thành cầu thủ thứ hai của Trung Quốc tham dự UEFA Champions League sau Tôn Tường.Tuy nhiên, anh đã chỉ xuất hiện thêm một lần cho câu lạc bộ trong mùa giải 2007-08, chơi toàn bộ trận đấu trong trận thua 0-2 trước Coventry City ở League Cup. Anh đã có thể ghi bàn được bốn bàn thắng trong ba trận cho đội dự bị trước khi bị chấn thương.
Trước khi bắt đầu của mùa giải 2008-09, Đổng Phương Trác đã không đưa ra một số áo, với chiếc áo số 21 cho Rafael. Ngày 28 tháng 8 năm 2008, Đổng Phương Trác và Manchester United cùng đồng ý rằng hợp đồng của anh sẽ được chấm dứt để cho anh ta để tìm thấy bến đỗ ở những nơi khác.

### Đại Liên Thực Đức
Ngày 27 tháng tám 2008, Đổng Phương Trác trở lại Đại Liên Thực Đức. Kinh nghiệm của anh tại Manchester United có nghĩa là kỳ vọng của anh rất cao, nhưng màn trình diễn của anh trong các giải đấu khi trở về là rất nghèo nàn. Đổng Phương Trác đấu tranh để ghi bàn và đã được chuyển xuống đội dự bị. Màn trình diễn nghèo nàn của anh trong các giải đấu cũng ngăn cản anh vào đội tuyển bóng đá quốc gia Trung Quốc.

### Trở lại châu Âu
Sau khi tham dự một trận đấu tập với câu lạc bộ Ba Lan Legia Warsaw, Đổng Phương Trác đã ký một thỏa thuận có giá trị 18 tháng hoặc hai năm nữa, tùy thuộc vào màn trình diễn của mình với câu lạc bộ. Mặc dù gây ấn tượng trong một số trận giao hữu trước mùa giải, Đổng Phương Trác gây thất vọng trong các trận đấu. Anh chỉ xuất hiện hai lần. Anh rời Legia vào ngày 1 tháng 8 năm 2010. Dưới đề nghị đồng đội cũ Cristiano Ronaldo, câu lạc bộ Bồ Đào Nha Portimonense ký hợp đồng có thời hạn một năm với Đổng Phương Trác vào tháng 8 năm 2010. Đổng Phương Trác không được sử dụng thường xuyên và ngồi dự bị trong phần lớn thời gian của mình tại Portimonense. Anh rất thất vọng vì không được ra sân thường xuyên và chấm dứt hợp đồng với Portimonense. Trong tháng 3 năm 2011, sau một thời gian rất ngắn với Portimonense, Đổng Phương Trác ký hợp đồng với câu lạc bộ Armenia Mika. Vào cuối mùa giải, anh rời Mika để về Trung Quốc thi đấu tại giải giải bóng đá hạng nhất Trung Quốc trong màu áo Hồ Nam Tương Đào.

## Quốc tế
Đổng Phương Trác được gọi vào đội U-20 Trung Quốc để tham gia Giải vô địch bóng đá trẻ thế giới 2005. Anh ra sân để chơi bốn trận trong giải đấu. Đổng Phương Trác ghi bàn thắng đầu tiên cho đội tuyển bóng đá quốc gia Trung Quốc trong trận thua 1-4 trước Thụy Sĩ vào ngày 3 tháng 6 năm 2006 và cũng được lọt vào Asian Cup 2007. Đổng Phương Trác thi đấu tại Thế vận hội Mùa hè 2008. Trong trận mở màn của đội gặp New Zealand, anh bị thay ra bởi Hàn Bằng và tiếp tục ghi bàn thắng đầu tiên cho Trung Quốc ở phút thứ 88, đảm bảo một trận hòa 1-1

## Đổi tên
Vào cuối tháng 7 năm 2007, khi Đổng Phương Trác ký tên của mình, thay vì "董方卓", anh ký tên thành "董芳卓". Điều này được hiểu do đề xuất của một chuyên gia chuyên về phông chữ ký bởi vì nó "viết chuẩn hơn".

## Thống kê sự nghiệp

### Câu lạc bộ
| Câu lạc bộ             | Mùa giải  | League  | League       | Cúp quốc tế | Cúp quốc tế  | Tổng    | Tổng         |
| Câu lạc bộ             | Mùa giải  | Số trận | Số bàn thắng | Số trận     | Số bàn thắng | Số trận | Số bàn thắng |
| ---------------------- | --------- | ------- | ------------ | ----------- | ------------ | ------- | ------------ |
| Đại Liên Trại Đức Long | 2002      | 18      | 2            | 0           | 0            | 18      | 2            |
| Đại Liên Thực Đức      | 2003      | 8       | 0            | 0           | 0            | 8       | 0            |
| Royal Antwerp          | 2003–04   | 9       | 1            | 0           | 0            | 9       | 1            |
| Royal Antwerp          | 2004–05   | 19      | 6            | 3           | 1            | 22      | 7            |
| Royal Antwerp          | 2005–06   | 29      | 18           | 1           | 0            | 30      | 18           |
| Royal Antwerp          | 2006–07   | 14      | 9            | 1           | 2            | 15      | 11           |
| Royal Antwerp          | Tổng      | 71      | 34           | 5           | 3            | 76      | 37           |
| Manchester United      | 2006–07   | 1       | 0            | 0           | 0            | 1       | 0            |
| Manchester United      | 2007–08   | 0       | 0            | 2           | 0            | 2       | 0            |
| Manchester United      | Tổng      | 1       | 0            | 2           | 0            | 3       | 0            |
| Đại Liên Thực Đức      | 2008      | 11      | 0            | 0           | 0            | 11      | 0            |
| Đại Liên Thực Đức      | 2009      | 15      | 0            | 0           | 0            | 15      | 0            |
| Đại Liên Thực Đức      | Tổng      | 26      | 0            | 0           | 0            | 26      | 0            |
| Legia Warszawa         | 2009–10   | 2       | 0            | 2           | 0            | 4       | 0            |
| Portimonense           | 2010–11   | 3       | 0            | 1           | 1            | 4       | 1            |
| Mika                   | 2011      | 21      | 4            | 3           | 2            | 24      | 6            |
| Hồ Nam Tương Đào       | 2012      | 25      | 7            | 0           | 0            | 25      | 7            |
| Hồ Nam Tương Đào       | 2013      | 18      | 2            | 1           | 0            | 19      | 2            |
| Hồ Nam Tương Đào       | Tổng      | 43      | 9            | 1           | 0            | 44      | 9            |
| Tổng cộng              | Tổng cộng | 193     | 49           | 14          | 6            | 207     | 55           |

### Quốc tế
| Đội tuyển quốc gia | Năm       | Số trận | Bàn |
| ------------------ | --------- | ------- | --- |
| Trung Quốc         | 2005      | 1       | 0   |
| Trung Quốc         | 2006      | 7       | 1   |
| Trung Quốc         | 2007      | 5       | 0   |
| Tổng cộng          | Tổng cộng | 13      | 1   |

| # | Ngày               | Địa điểm                               | Đối thủ | Bàn thắng | Kết quả | Giải đấu |
| - | ------------------ | -------------------------------------- | ------- | --------- | ------- | -------- |
| 1 | 3 tháng 6 năm 2006 | Sân vận động Hardturm, Zürich, Thụy Sĩ | Thụy Sĩ | 1–4       | 1–4     | Giao hữu |

## Danh hiệu

#### Mika
- Armenian Cup: 2011